# Ennéasyllabe
Un ennéasyllabe est un vers composé de neuf syllabes.  

## Usage
Apparu au Moyen Âge où il est plutôt utilisé en hétérométrie, l'ennéasyllabe est dans un premier temps limité aux genres légers. Au XVIIe siècle, Malherbe l'emploie dans une chanson :
« [...] L'air est plein d'une haleine de roses,
Tous les vents tiennent leurs bouches closes, [...] »
En prosodie classique il reste peu usité, jusqu'à la moitié du XIXe siècle, à l'exception de quelques autres emplois épars en déclamation musicale, dans des chansons ou des opéras, chez Meyerbeer et son librettiste Scribe en particulier.
Il a longtemps été considéré comme déséquilibré. Ainsi, dans Les Djinns, Victor Hugo, qui utilise successivement tous les mètres classiques, néglige l'ennéasyllabe et passe de l'octosyllabe au décasyllabe.
Verlaine, en revanche, le prisait, et l'a rendu célèbre en l'employant dans son Art poétique :
« De la musique avant toute chose,
Et pour cela préfère l'Impair
Plus vague et plus soluble dans l'air,
Sans rien en lui qui pèse ou qui pose. »

## Structure
Une grande diversité structurelle caractérise sa coupe.
Ternaire, en 3+3+3 :
Chère main // aux longs doigts // délicats
Nous versant // l'or du sang // des muscats.
(Jean Moréas, « Parmi les marronniers... »)
Binaire, asymétrique, en 4+5 :
Tournez, tournez, // bons chevaux de bois,
Tournez cent tours // tournez mille tours.
(Verlaine, Romances sans paroles, « Bruxelles. Chevaux de bois »)
Ou son miroir, en 5+4 :
Viens, ô Dame en deuil, // par les vallons
De joie et de paix ; // allons ensemble,
Cueillir aux jardins // des Avallons
La fleur en exil // qui te ressemble.
(Éphraïm Mikhaël, « La dame en deuil »)
En 3+6 :
Je devine, // à travers un murmure,
[...]
Amour pâle, // une aurore future !
(Verlaine, Ariettes oubliées, II)
Multiple ( « isonumérisme » sans isométrie) :
Fin comme une grande jeune fille
Brillant, vif et fort, telle une aiguille,
La souplesse, l'élan d'une anguille.
(Verlaine, Amour, X)
Richepin l'a également utilisé. Plus récemment, on trouve des exemples d'ennéasyllabes dans les chansons jazzy, comme Le Soleil et la Lune de Charles Trenet. 
Les paroles de la chanson Comment te dire adieu, élaborées par Serge Gainsbourg, sont également des vers ennéasyllabiques (5+4), avec césure après « ex » :
Sous aucun prétex- // te je ne veux
Avoir de réflex- // es malheureux,
Il faut que tu m'ex- // pliqu' un peu mieux
Comment te dire adieu.
[...]